# Peperomia tradescantiifolia
Peperomia tradescantiifolia är en pepparväxtart som beskrevs av Ernest Justus Schwartz. Peperomia tradescantiifolia ingår i släktet peperomior, och familjen pepparväxter. Inga underarter finns listade i Catalogue of Life.